# فرو (فلم)
فرو: صورة خيالية لديانا أربوس (الإنجليزية: Fur: An Imaginary Portrait of Diane Arbus) ويختصر إلى فرو. فيلم أمريكي أنتج عام 2006. بطولة نيكول كيدمان بدور أيقونة ثقافة في الولايات المتحدة والمصورة تدعى دايان أربوس التي اشتهرت بالتقاطها لأغرب الصور.

## القصة
السينمائية دايان أربوس (نيكول كيدمان) تدخل في علاقة مع ليونيل سويني (روبرت داوني جونير) المصاب بفرط الشعر. تتداخل هذه العلاقة الغرامية مع علاقتها مع زوجها ألان أربوس (تاي باريل). تقودها علاقتها مع لونيل للدخول إلى عالم من البشر غريبي الطباع والأشكال مثل: امرأة بلا ذراعين وأقزام ومتحولين جنسياً.

## طاقم العمل
- نيكول كيدمان - ديان أربوس
- روبرت داوني جونير - ليونيل سويني
- تاي باريل - ألان اربوس
- هاريس يولين - ديفيد نيميروف
- جين كويغلي - غيرترود نيميروف
- إيمي كلارك - غريس أربوس
- جينيفيف ماكارثي - صوفي أربوس
- بوريس ماكغايفر - جاك هنري
- مارسلين هوغوت - تيبا هنري
- ماري دوفي - ألاثيا

## موسيقى الفيلم
وضعت موسيقى الفيلم في 14 نوفمبر 2006

## وصلات خارجية
- الموقع الرسمي
- مقالات تستعمل روابط فنية بلا صلة مع ويكي بيانات
- تعليق نيويورك تايمز